# McLaren MP4/2C
Der McLaren MP4/2C ist ein Formel-1-Rennwagen des britischen McLaren-Teams, den der Rennstall während der Formel-1-Saison 1986 einsetzte. Der Wagen holte mit den Piloten Alain Prost und Keke Rosberg vier Grand-Prix-Siege und errang damit den zweiten Fahrertitel für Prost und hinter Williams-Honda Rang zwei in der Konstrukteursmeisterschaft.

## Konstruktion
Der MP4/2C war eine Weiterentwicklung der MP4/2-Serie und Nachfolgemodell des McLaren MP4/2B aus dem Vorjahr, mit dem Prost Weltmeister geworden war. Chefdesigner des Wagens war John Barnard. Als Antrieb verwendete McLaren einen von TAG finanzierten und bei Porsche gebauten Sechszylinder-Turbomotor (Typ TTE-PO1) mit einem Hubraum von 1499 cm³. Die Leistung betrug rund 590 kW (≈800 PS). Als Kraftübertragung diente ein Fünfganggetriebe von McLaren. Die wesentlichste Änderung gegenüber dem Vorgängermodell war der Tankinhalt, der beim MP4/2C um 25 Liter auf 195 Liter reduziert wurde. Er entsprach damit der Vorgabe der FISA, die das Ziel verfolgte, den Benzinverbrauch der Turbofahrzeuge zu senken und damit die Geschwindigkeiten zu reduzieren. Der Wagen hatte Scheibenbremsen; die Räder waren an Doppelquerlenkern mit innenliegenden Federn aufgehängt.
Reifenlieferant für das Team war Goodyear. Hauptsponsoren waren Marlboro, Shell, TAG Heuer und Segafredo Zanetti.

## Fahrer
Als Fahrer wurden Alain Prost und Keke Rosberg verpflichtet. Rosberg stand über die gesamte Saison hinweg im Schatten seines Teamkollegen. Testpiloten gab es in dieser Saison nicht.

## Saisonverlauf
Der MP4/2C war 1986 dem Williams FW11 mit Nigel Mansell und Nelson Piquet deutlich unterlegen. Alain Prost errang mit dem Wagen eine Pole-Position und vier Grand-Prix-Siege, die er in San Marino, Monaco, Österreich und in Australien einfuhr. Insgesamt standen die McLaren-Piloten zwölfmal auf dem Podium; elfmal davon Prost. Rosberg errang gleichfalls eine Pole-Position. Sein bestes Ergebnis war der zweite Platz in Monaco.
Der MP4/2C litt wie viele andere Formel-1-Fahrzeuge dieser Saison auch an Treibstoffmangel, was zu mehreren Ausfällen führte. Beim Großen Preis von Deutschland rollte er 100 Meter vor der Ziellinie ohne Treibstoff aus. Prost stieg aus seinem Auto und versuchte, den Wagen über die Ziellinie zu schieben. Letztlich wurde er als Sechster gewertet.
Am Ende sicherte sich Prost im letzten Rennen der Saison, dem Großen Preis von Australien mit zwei Punkten Vorsprung auf Mansell den Weltmeistertitel, wobei er von einem Unfall des Briten und einem Boxenstopp Piquets profitierte, die bis dahin das Rennen angeführt hatten.

## Rennergebnisse
| Fahrer               | Nr.                  | 1   | 2 | 3  | 4 | 5   | 6 | 7   | 8 | 9   | 10 | 11  | 12 | 13  | 14  | 15  | 16  | Punkte | Rang |
| -------------------- | -------------------- | --- | - | -- | - | --- | - | --- | - | --- | -- | --- | -- | --- | --- | --- | --- | ------ | ---- |
| Formel-1-Saison 1986 | Formel-1-Saison 1986 |     |   |    |   |     |   |     |   |     |    |     |    |     |     |     |     | 96     | 2.   |
| Alain Prost          | 01                   | DNF | 3 | 1  | 1 | 6   | 2 | 3   | 2 | 3   | 6* | DNF | 1  | DSQ | 2   | 2   | 1   | 96     | 2.   |
| Keke Rosberg         | 02                   | DNF | 4 | 5* | 2 | DNF | 4 | DNF | 4 | DNF | 5* | DNF | 9* | 4   | DNF | DNF | DNF | 96     | 2.   |

| Legende  | Legende            | Legende                                                          |
| Farbe    | Abkürzung          | Bedeutung                                                        |
| -------- | ------------------ | ---------------------------------------------------------------- |
| Gold     | –                  | Sieg                                                             |
| Silber   | –                  | 2. Platz                                                         |
| Bronze   | –                  | 3. Platz                                                         |
| Grün     | –                  | Platzierung in den Punkten                                       |
| Blau     | –                  | Klassifiziert außerhalb der Punkteränge                          |
| Violett  | DNF                | Rennen nicht beendet (did not finish)                            |
| Violett  | NC                 | nicht klassifiziert (not classified)                             |
| Rot      | DNQ                | nicht qualifiziert (did not qualify)                             |
| Rot      | DNPQ               | in Vorqualifikation gescheitert (did not pre-qualify)            |
| Schwarz  | DSQ                | disqualifiziert (disqualified)                                   |
| Weiß     | DNS                | nicht am Start (did not start)                                   |
| Weiß     | WD                 | zurückgezogen (withdrawn)                                        |
| Hellblau | PO                 | nur am Training teilgenommen (practiced only)                    |
| Hellblau | TD                 | Freitags-Testfahrer (test driver)                                |
| ohne     | DNP                | nicht am Training teilgenommen (did not practice)                |
| ohne     | INJ                | verletzt oder krank (injured)                                    |
| ohne     | EX                 | ausgeschlossen (excluded)                                        |
| ohne     | DNA                | nicht erschienen (did not arrive)                                |
| ohne     | C                  | Rennen abgesagt (cancelled)                                      |
| ohne     | keine WM-Teilnahme |                                                                  |
| sonstige | P/fett             | Pole-Position                                                    |
| sonstige | 1/2/3/4/5/6/7/8    | Punktplatzierung im Sprint-/Qualifikationsrennen                 |
| sonstige | SR/kursiv          | Schnellste Rennrunde                                             |
| sonstige | *                  | nicht im Ziel, aufgrund der zurückgelegten Distanz aber gewertet |
| sonstige | ()                 | Streichresultate                                                 |
| sonstige | unterstrichen      | Führender in der Gesamtwertung                                   |